# Criterion Games
Criterion Games（クライテリオン・ゲームズ）は、イギリスサリー州ギルフォードにあるコンピュータゲーム開発企業。1996年1月に設立され、レースゲーム作品であるバーンアウトシリーズやニード・フォー・スピードシリーズを開発した企業として知られている。

## 歴史

2018年まで使用されていた旧ロゴ

1993年12月、3Dグラフィックスレンダリング技術を商業化するためにCriterion Softwareとして設立。デイビッド・ラウキーとアダム・ビリーヤードによってキヤノンのヨーロッパ研究所内に設立された後、キヤノンが所有するスタートアップとして独立した。Criterion Softwareは、コンピュータグラフィックスや人工知能、オーディオおよび物理コンポーネントを含むミドルウェア「RenderWare」ファミリーの開発を専門としていた。Criteron Games（当初はCriterion Studiosと呼ばれていた）は、1996年1月にCriterion Softwareの一部門として設立され、RenderWareエンジンを使用したコンピュータゲームの開発を行っていた。RenderWareは自社開発の作品だけでなく、Rockstar Northが開発した『グランド・セフト・オートIII』や『グランド・セフト・オート・バイスシティ』、『グランド・セフト・オート・サンアンドレアス』などの作品で使用されている。
2004年8月、エレクトロニック・アーツはCriterion GamesおよびCriterion Softwareを買収したことを発表した。その後、バーンアウトシリーズの特徴であるアクション映画のような要素を取り入れたファーストパーソン・シューティングゲーム『BLACK』がリリースされた。買収後、Criterionとエレクトロニック・アーツは、RenderWareをサードパーティの顧客に提供することを宣言した。しかし、競合他社の技術に頼るのはリスクが高すぎると判断した顧客もおり、エレクトロニック・アーツはその後、RenderWareを商用ミドルウェア市場から撤退させた。 
2006年半ば、同社はダービーのサテライトオフィスを閉鎖し、プログラマーとサポートスタッフ全員を余剰人員にした。2007年3月上旬、エレクトロニック・アーツはチャーツィーを拠点とするイギリスの開発スタジオとCriterion Gamesをギルドフォード中心部の新社屋に統合した。しかし、両チームの統合は実現せず、Bright Lightが2011年に閉鎖されるまで、Criterion GamesとEA Bright Lightの2つの開発スタジオが存在していた。 
2010年6月14日、Criterionは、『ニード・フォー・スピード ホット・パースート』を2010年11月に発売すると発表した。この作品には新しいゲームエンジン「カメレオン」が採用されている。   
2012年6月1日、エレクトロニック・アーツはCriterionの2作目となる『ニード・フォー・スピード モスト・ウォンテッド』を2012年10月30日に発売すると発表した。これまでのニード・フォー・スピードシリーズの開発は、エレクトロニック・アーツ傘下の複数のスタジオが手掛けていたが、Electronic Entertainment Expo 2012（E3 2012）において、Criterionが独占的に開発を行う権利を取得したと発表した。
2013年4月28日、共同創業者の1人であるアレックス・ウォードはTwitterを介し、スタジオが伝統的なレースゲームの開発から離れ、代わりとして将来のプロジェクトのために他のゲームジャンルに焦点を合わせていると発表した。同年の9月13日、社員の数を合計17人にまで削減、スタジオの約8割にあたる70人がGhost Games UKに移籍し、ニード・フォー・スピードシリーズの開発を継続した。2014年1月3日、アレックス・ウォードとフィオナ・スペリーがスタジオを退社した。
CriterionはE3 2014において、新たなレースゲームプロジェクトを進めていると発表。しかし、Criterionは他のEAスタジオへの追加サポートを提供することに注力しているため、このプロジェクトはキャンセルされた。Criterionは『スターウォーズ バトルフロント』の制作に取り組み、バーチャルリアリティミッション「X-Wing VR Mission」を手掛けた。  
2015年6月、ニュースサイト「Nintendo Life」は、2011年初頭に任天堂が、同年のE3で当時発売されていなかったWii Uと一緒に発表し、ローンチ期間中に発売する可能性のあるF-ZEROシリーズの新作を担当するようCriterionに打診したという。しかし、当時の開発者は『ニード・フォー・スピード：モスト・ウォンテッド』の開発に多くのリソースを割いていたため、担当することができなかった。同サイトは匿名ながらも“信頼できる”情報源からの情報提供を受けていたが、Criterionの共同創業者であるアレックス・ウォードは、任天堂がWii UでのF-ZEROの可能性を求めて同社にアプローチしたことを認めた。
2020年、Criterionがニード・フォー・スピードシリーズの開発に復帰することが発表された。  

## 作品
| 発売年 | 作品名                                               | 対応プラットフォーム | 備考                    |
| ------ | ---------------------------------------------------- | -------------------- | ----------------------- |
| 1996   | Scorched Planet                                      | DOS                  |                         |
| 1996   | Scorched Planet                                      | Microsoft Windows    |                         |
| 1997   | Speedboat Attack                                     |                      |                         |
| 1997   | Sub Culture                                          |                      |                         |
| 1998   | Redline Racer                                        |                      |                         |
| 1999   | Redline Racer                                        | Dreamcast            |                         |
| 1999   | Suzuki Alstare Extreme Racing                        | Dreamcast            |                         |
| 1999   | Trickstyle                                           | Dreamcast            |                         |
| 1999   | Microsoft Windows                                    |                      |                         |
| 2000   | Deep Fighter                                         | Dreamcast            |                         |
| 2000   | Deep Fighter                                         | Microsoft Windows    |                         |
| 2000   | Suzuki Alstare Extreme Racing                        |                      |                         |
| 2001   | Burnout                                              | PlayStation 2        |                         |
| 2002   | AirBlade                                             | PlayStation 2        |                         |
| 2002   | Burnout                                              | GameCube             |                         |
| 2002   | Burnout                                              | Xbox                 |                         |
| 2002   | Burnout 2: Point of Impact                           | PlayStation 2        |                         |
| 2002   | Burnout 2: Point of Impact                           | Xbox                 |                         |
| 2003   | Burnout 2: Point of Impact                           | GameCube             |                         |
| 2004   | Burnout 3: Takedown                                  | PlayStation 2        |                         |
| 2004   | Burnout 3: Takedown                                  | Xbox                 |                         |
| 2005   | Burnout Legends                                      | PlayStation Portable |                         |
| 2005   | Burnout Revenge                                      | PlayStation 2        |                         |
| 2005   | Burnout Revenge                                      | Xbox                 |                         |
| 2006   | Black                                                | PlayStation 2        |                         |
| 2006   | Black                                                | Xbox                 |                         |
| 2006   | Burnout Revenge                                      | Xbox 360             |                         |
| 2008   | バーンアウト パラダイス                              | PlayStation 3        |                         |
| 2008   | バーンアウト パラダイス                              | Xbox 360             |                         |
| 2010   | ニード・フォー・スピード ホット・パースート          | Microsoft Windows    |                         |
| 2010   | ニード・フォー・スピード ホット・パースート          | PlayStation 3        |                         |
| 2010   | ニード・フォー・スピード ホット・パースート          | Xbox 360             |                         |
| 2011   | バトルフィールド3                                    | Microsoft Windows    | Assisted DICE           |
| 2011   | バトルフィールド3                                    | PlayStation 3        | Assisted DICE           |
| 2011   | バトルフィールド3                                    | Xbox 360             | Assisted DICE           |
| 2011   | Burnout Crash!                                       | PlayStation 3        |                         |
| 2011   | Burnout Crash!                                       | Xbox 360             |                         |
| 2012   | Burnout Crash!                                       | iOS                  |                         |
| 2012   | ニード・フォー・スピード モスト・ウォンテッド (2012) | Microsoft Windows    |                         |
| 2012   | ニード・フォー・スピード モスト・ウォンテッド (2012) | PlayStation 3        |                         |
| 2012   | ニード・フォー・スピード モスト・ウォンテッド (2012) | PlayStation Vita     |                         |
| 2012   | ニード・フォー・スピード モスト・ウォンテッド (2012) | Xbox 360             |                         |
| 2013   | Need for Speed: Most Wanted U                        | Wii U                |                         |
| 2015   | バトルフィールド ハードライン                        | Microsoft Windows    | Assisted Visceral Games |
| 2015   | バトルフィールド ハードライン                        | PlayStation 4        | Assisted Visceral Games |
| 2015   | バトルフィールド ハードライン                        | Xbox One             | Assisted Visceral Games |
| 2015   | ニード・フォー・スピード (2015)                      | Microsoft Windows    | Assisted Ghost Games    |
| 2015   | ニード・フォー・スピード (2015)                      | PlayStation 4        | Assisted Ghost Games    |
| 2015   | ニード・フォー・スピード (2015)                      | Xbox One             | Assisted Ghost Games    |
| 2017   | スター・ウォーズ バトルフロントII (2017)             | Microsoft Windows    | Assisted DICE           |
| 2017   | スター・ウォーズ バトルフロントII (2017)             | PlayStation 4        | Assisted DICE           |
| 2017   | スター・ウォーズ バトルフロントII (2017)             | Xbox One             | Assisted DICE           |
| 2018   | バトルフィールドV                                    | Microsoft Windows    | Assisted DICE           |
| 2018   | バトルフィールドV                                    | PlayStation 4        | Assisted DICE           |
| 2018   | バトルフィールドV                                    | Xbox One             | Assisted DICE           |
| 2019   | ニード・フォー・スピード ヒート                      | Microsoft Windows    | Assisted Ghost Games    |
| 2019   | ニード・フォー・スピード ヒート                      | PlayStation 4        | Assisted Ghost Games    |
| 2019   | ニード・フォー・スピード ヒート                      | Xbox One             | Assisted Ghost Games    |
| 2019   | Sea of Solitude                                      | Microsoft Windows    | Assisted Jo-Mei         |
| 2019   | Sea of Solitude                                      | PlayStation 4        | Assisted Jo-Mei         |
| 2019   | Sea of Solitude                                      | Xbox One             | Assisted Jo-Mei         |
| 2021   | バトルフィールド2042                                 | Microsoft Windows    | Assisted DICE           |
| 2021   | バトルフィールド2042                                 | PlayStation 4        | Assisted DICE           |
| 2021   | バトルフィールド2042                                 | Xbox One             | Assisted DICE           |
| 2021   | バトルフィールド2042                                 | PlayStation 5        | Assisted DICE           |
| 2021   | バトルフィールド2042                                 | Xbox Series X/S      | Assisted DICE           |
| 2022   | ニード・フォー・スピード アンバウンド                | Microsoft Windows    |                         |
| 2022   | ニード・フォー・スピード アンバウンド                | PlayStation 4        |                         |
| 2022   | ニード・フォー・スピード アンバウンド                | Xbox One             |                         |
| 2022   | ニード・フォー・スピード アンバウンド                | PlayStation 5        |                         |
| 2022   | ニード・フォー・スピード アンバウンド                | Xbox Series X/S      |                         |